# Der Ermordete greift ein
Der Ermordete greift ein ist eine in Schwarz-Weiß produzierte fünfteilige Krimireihe des Deutschen Fernsehfunks, die im Jahr 1961 ausgestrahlt wurde. Die Polizei ermittelt im westdeutschen Theatermilieu.

## Handlung
Im Jahr 1925 ist die Düsseldorfer Polizei bereits mit einer Kette schwerer Einbrechen beschäftigt, als bei der Premiere eines Kriminalstücks am Theater an der Kö ein Schauspieler in einer Duellszene tatsächlich erschossen wird. Kriminalrat Delp verdächtigt zwei Kollegen des Opfers und die Mitarbeiter sowie Patienten des Nervensanatoriums Waldhaus außerhalb der Stadt. Sehr zwielichtig ist die Rolle des Leiters der Anstalt, Professor Laroche. Weitere Todesfälle führen die Polizei auf neue Spuren.

## Kritik
Dieser apolitische Kriminalfilm fand beim Fernsehzuschauer der DDR großen Zuspruch, wurde aber von offizieller Seite nicht nur positiv aufgenommen. So schrieb der DEFA-Regisseur Günter Reisch  an den amtierenden Studiodirektor: „Es gibt fünf Tote – zusätzlich werden die marxistische Ästhetik und die Grundprinzipien unserer Kulturpolitik zu Grabe getragen. Hätten wir den Kampf um unsere Zuschauer mit solchen Mitteln geführt, so säßen wir heute vielleicht in vollen Kinos – aber neben leeren Köpfen.“

## Episoden
| Folge | Erstausstrahlung  |
| ----- | ----------------- |
| 1     | 19. Dezember 1961 |
| 2     | 21. Dezember 1961 |
| 3     | 23. Dezember 1961 |
| 4     | 25. Dezember 1961 |
| 5     | 26. Dezember 1961 |